# 翁瑙沃尔吉
翁瑙沃尔吉，是匈牙利科马罗姆-埃斯泰尔戈姆州所辖的一个村。总面积4.60平方公里，总人口949，人口密度206.3人/平方公里（2011年1月1日）。